# 仮登記担保
仮登記担保（かりとうきたんぽ）とは、非典型担保の一つ。債務者が債務を弁済しない時には債務者に属する所有権その他の権利を債権者に移転する旨を予め契約し、これに基づく債権者の権利について仮登記・仮登録をしておくという方法により債権担保の目的を達成しようとする担保の方法をいう。仮登記担保に関して定められた法律として、1978年（昭和53年）に制定された仮登記担保契約に関する法律（以下、仮登記担保法という）がある。通常、仮登記担保に用いられる契約は代物弁済予約や停止条件付代物弁済契約であるが、売買の予約が用いられることもある（仮登記担保法第1条でも「代物弁済の予約、停止条件付代物弁済契約その他の契約」と表現されている）。

## 法律上の根拠
民法349条の反対解釈、すなわち、質については質流れが民法で禁じられているのに対し、抵当権についてはこのような目的物そのものを競売によらずしてそのまま担保権者の所有に移す清算方法（抵当流れ、抵当直(じき)流れという）も許容されると解される点に沿革的な根拠がある。その実現方法として、被担保債権の弁済期が到来した時に債務者が債務を履行できないといったときに代わりに当該不動産を引き渡すことによって弁済するという代物弁済（ないし停止条件付き代物弁済）の契約を仮登記するという法技術によるわけである。仮登記担保は慣習や判例によって形成された制度であるが、前述のように今日では仮登記担保法が制定されている。

## 譲渡担保との関係
譲渡担保によって弁済期が到来する前から担保のために所有権を債権者に譲渡するということによっても同様の目的を達することはできる。しかし、所有権を移転するという場合、本登記によらなければならずその登録免許税は極めて高価であるし、債務者自身にとっても債務不履行を起こさないうちから所有権を移転させなければならないというのは不利益である。そこでその不都合を解消しつつ、登録免許税もより安価な仮登記によるという方法が考案された。

## 問題点
抵当権設定による通常の債権担保の方法によれば、当該不動産を競売にかけて売却し、その代金の中から債務弁済に充てることになり、当該不動産の評価額が債務者の債務額を上回るのであればその代金は債務者に清算されるし、他に債権者がいる場合であれば各々の債権順位に基づき配当がなされる。これに対し、仮登記担保は代物弁済によって債権者による当該不動産の丸取りを認める非常に強い効力を持ち、代物弁済では債権の利息・損害金について優先弁済を認められかつ担保目的物たる不動産の価格が担保する債務額を大幅に上回っていることも少なくないため債務者・第三債権者との関係で暴利行為として不均衡になると問題視され、解釈による様々な制限方法が議論された。
結局、判例により債権者の清算義務や債務者の受戻権が解釈上認められるようになり、最終的には立法的な解決が必要となり仮登記担保法が制定されたことで債権者にとって仮登記担保を使うメリットがなくなったためほとんど使われることが無くなったといわれる。

## 仮登記担保の設定
- 仮登記担保の設定は仮登記担保契約による（仮登記担保法第1条）。
- 仮登記担保の被担保債権は仮登記担保法第1条で金銭債権に限定されている。

## 仮登記担保の公示方法
通常は所有権移転請求権保全の仮登記が用いられる。

## 仮登記担保の効力
- 被担保債権の範囲

利息その他の定期金を請求する権利を有するときの扱いについては、仮登記担保法第13条2項・3項に定められている。
- 目的物

抵当権の規定が類推適用されると解されている。
- 物上代位

## 仮登記担保の実行方法
仮登記担保の実行方法には2つの方法がある。
- 仮登記担保の担保権を実行して目的物の所有権を移転させる方法

目的物の価額が債権額を超過する場合には担保権者は清算義務を負う（仮登記担保法第3条1項）。
目的物の価額が債権額を下回る場合（仮登記担保法第9条）
- 債権者の他債権者が競売手続を申し立てた場合に配当参加する方法（仮登記担保法第15条1項）

## 根仮登記担保
- 根担保仮登記は強制競売等においては効力を有しない（仮登記担保法第14条）。

## 関連判例
- 最判昭和42年11月16日（民集21巻9号2430頁）-債権者（仮登記担保権者）による当該不動産の丸取りを認めず、不動産価格が債権額を上回る分の清算義務を認めた。
- 最大判昭和49年10月23日（民集28巻10号1473頁）-仮登記担保法の立法への契機となった